# تشاد أكينو
تشاد أكينو (بالإنجليزية: Chad Aquino)‏ (14 يناير 1982 بكانساس سيتي في الولايات المتحدة - ) هو ملاكم أمريكي، صنّف ضمن فئة وزن الويلتر.

## إحصائيات
خاض خلال مسيرته 8 نزالات، فاز في 7 وتعادل في 1 ولم يخسر. فاز بالضربة القاضية في 4 نزالات.

## روابط خارجية
- تشاد أكينو على موقع بوكس ريك (الإنجليزية) (registration required)